# Chrysosoma mireciliatum
Chrysosoma mireciliatum är en tvåvingeart som först beskrevs av Octave Parent 1928.  Chrysosoma mireciliatum ingår i släktet Chrysosoma och familjen styltflugor.
Artens utbredningsområde är Costa Rica. Inga underarter finns listade i Catalogue of Life.